# Saint-Ouen-de-Mimbré
 Saint-Ouen-de-Mimbré  es una población y comuna francesa, situada en la región de Países del Loira, departamento de Sarthe, en el distrito de Mamers y cantón de Fresnay-sur-Sarthe.

## Demografía
| 666 | 589 | 650 | 776 | 741 | 750 |
| Para los censos de 1962 a 1999 la población legal corresponde a la población sin duplicidades (Fuente: INSEE [Consultar]) |     |     |     |     |     |